# 인터로조
인터로조(INTEROJO Co. Ltd.)는 대한민국의 콘택트렌즈 제조 및 판매 기업이다. 본사는 경기도 평택시 산단로 15번길 28에 위치해 있으며 대표이사는 노시철이다.

## 제품
자체 컨텍트렌즈 브랜드 클라렌(Clalen)와 해외에서는 OEM/ODM 판매를 한다

## 매각
오너가 지분(35.18%)을 최소 1조원에 주관사없이 개별 협상을 통해 진행되는 프라이빗딜으로 매각을 시도하다 실패하였다

## 상장
2010년 7월 28일에 한화증권을 주관사로 공모가 12,000원에 상장하였다.

## 논란
2024년 4월 회계감사인인 삼일회계법인이 회사의 470억원이 넘는 재고자산에 대해 의문을 표하여 감사의견 거절하여 한국거래소로부터 주식 거래정지 조치를 받았다.

## 같이 보기
- 콘택트렌즈

## 참고문헌
1. ↑  김대원, 인터로조 노시철 대표, 매일경제, 2010-11-08
2. ↑  아이유, 인터로조 콘택트렌즈 모델 됐다, 머니투데이, 2023-09-25
3. ↑  "인터로조, 내년 미국 진출 기대", 아시아경제, 2023.10.04
4. ↑  인터로조, 오너 지분매각 이슈에 주가상승... 재무구조는?, 아이투자, 2023-12-12
5. ↑  조아라, 몸값 1조 호가한 인터로조, 매각 난항, 블로터, 2024.04.04
6. ↑  조아라, 코스닥 상장사 ‘인터로조’ 매물로…오너가 지분 35.2, 넘버스, 2023.12.11
7. ↑  오귀환, 몸값 1조 매각 추진하던 인터로조, 의견거절로 상폐 위기, 조선비스, 2024.04.05.